# Hospital Universitario de La Palma
El Hospital Universitario de La Palma (HULP) es un centro hospitalario ubicado en el municipio de Breña Alta, en la isla de La Palma (Canarias, España). Gestionado por el Servicio Canario de la Salud, es el hospital general de la isla.
Se encuentra situado en la localidad de Buenavista de Arriba, junto a la Carretera de La Cumbre LP-3. La infraestructura sanitaria tiene una superficie de 43 534 m² distribuidas en dos plantas. Cuenta con unas 200 camas funcionales, 5 quirófanos, 2 paritorios, 51 locales de consulta de especialidades, 18 puestos de hospital de día, así como una dotación tecnológica que incluye un equipo de resonancia magnética, un equipo de tomografía computarizada o escáner, equipos de endoscopias, mamógrafos, retinógrafos, etc. Atiende a la población del Área de Salud de La Palma, conformada por los 14 municipios de la isla, con dos Centros de Atención Especializada en Santa Cruz de La Palma y Los Llanos de Aridane. Su Hospital de Referencia es el Hospital Universitario de Canarias en San Cristóbal de La Laguna, Tenerife.
Fue inaugurado en el año 2000 como Hospital General de La Palma, sustituyendo al Hospital Nuestra Señora de Las Nieves situado en el barrio de La Dehesa de Santa Cruz de La Palma. En 2021 recibe la consideración de hospital universitario, adaptando su denominación.

## Servicios y especialidades
| Área de hospitalización - Camas Médicas: 84 - Camas Quirúrgicas: 56 - Camas Pediátricas: 14 - Camas Obstétricas: 24 - Incubadoras: 3 - Unidad de Cuidados Intensivos: 10 - Unidad de Internamiento Breve(Salud Mental): 10 - Total Camas: 201 Área de urgencias - Box de Triaje: 1 - Box de Reanimación Adultos: 1 - Box de Reanimación Infantil: 1 - Consultas Médicas: 2 - Área de Exploración Adultos: 6 - Área de Observación Adultos: 6 - Área Exploración Infantil: 1 - Área Observación Infantil: 4 - Box de Aislamiento: 1 - Sala Yesos: 1 - Quirofanillo: 1 - Sala Polivalente: 1 | Área de paritorio - Sala de Parto: 2 - Sala de Dilatación: 2 - Sala Registro Casdiotocográfico: 1 - Sala de Exploración y Ecografía: 1 - Consulta Embarazo: 1 Área de radiodiagnóstico - Sala Radiología Convencional: 2 - Tomografía Axial Computerizada (T.A.C.): 1 - Sala Ecografía: 1 - Sala Mamografía: 1 - Sala Ortopantografía: 1 - Sala Telemando: 1 - Sala Urografía: 1 - Arcos Quirúrgicos: 1 - Equipo Portátil Rx: 2 Otros recursos de diagnóstico por imagen - Ecógrafo Ginecología y Obstetricia: 2 - Ecógrafo Cardiología: 2 - Ecógrafo Urología: 1 - Ecógrafo Reumatología: 1 - Ecógrafo U.C.I.: 1 | Área quirúrgica - Quirófanos Programados: 4 - Quirófanos Urgencias: 1 - Camas URPA: 5 - Sala Preanestesia: 1 Área consultas externas - Consultas Médicas: 40 - Consultas Enfermería: 11 - Sala Extracción de Sangre: 1 - Sala Rehabilitación y Fisioterápia: 1 Área hospital de día - Camas: 3 - Puestos: 21 Área de diálisis - Camas: 15 |

## Área de influencia
Se proporciona cobertura sanitaria a los habitantes de los municipios de:
- Barlovento
- Breña Alta
- Breña Baja
- Fuencaliente
- Garafía
- Los Llanos de Aridane
- El Paso
- Puntagorda
- Puntallana
- San Andrés y Sauces
- Santa Cruz de La Palma
- Tazacorte
- Tijarafe
- Villa de Mazo